# Кащук Олексій Миколайович
Олексі́й Микола́йович Кащу́к (нар. 29 червня 2000, Новоград-Волинський, Житомирська область, Україна) — український футболіст, правий вінгер. Переможець молодіжного чемпіонату світу 2019 у складі збірної України U-20. Бронзовий призер молодіжного чемпіонату Європи 2023 у складі збірної України U-21.

## Клубна кар'єра
Футболом розпочав займатися в складі академії «Шахтар» (Донецьк). Чемпіон ДЮФЛ у вікових категоріях U-14 (2013) і U-15 (2014 року). У сезоні 2014/15 став найкращим бомбардиром команди U-16, забивши в 21 матчі 23 м'ячі. 14 травня 2016 дебютував за «гірників» U-21. Сезон 2017/18 почав в молодіжці, оформив гол у зустрічі з «Ворсклою» (3:1) і за підсумками того розіграшу став володарем золотих медалей молодіжного чемпіонату України.
27 червня 2019 року був відданий в оренду в ФК «Маріуполь» на один сезон. У Прем'єр-лізі Кащук дебютував 3 серпня 2019 року в матчі проти «Олександрії», вийшовши на заміну на 81 хвилині замість Руслана Фоміна.
Навесні 2022 року на правах оренди перейшов до клубу «Сабах» (Баку).
Влітку 2023 року повернувся до складу Шахтаря.
20 серпня на 8-й хвилині гри 4-го туру УПЛ 2023/24 з Кривбасом (3:3) забив свій дебютний гол за клуб.

## Збірна
2016 року разом з юнацькою збірною України вирушив на чемпіонат Європи серед 17-річних в Азербайджані, де виходив в стартовому складі в усіх трьох поєдинках групи і відзначився голом, але команда не вийшла з групи.
2019 року з командою до 20 років поїхав на молодіжний чемпіонат світу у Польщі, де став чемпіоном світу.

## Досягнення
«Шахтар» (Донецьк):
 Чемпіон України: 2023/24
 Володар Кубка України: 2023/24
 «Карабах»:
 Чемпіон Азербайджану: 2024/25
 Юнацька збірна України (U-20):
 Переможець молодіжного чемпіонату світу: 2019
 Молодіжна збірна України:
 Бронзовий призер молодіжного чемпіонату Європи: 2023

## Нагороди
- Орден «За заслуги» III ст. (2019)[6]